# Юкухаси
Юкуха́си (яп. 行橋市 Юкухаси-си) — город в Японии, находящийся в префектуре Фукуока. Площадь города составляет 69,83 км², население — 70 724 человека (1 августа 2014), плотность населения — 1012,80 чел./км².

## Географическое положение
Город расположен на острове Кюсю в префектуре Фукуока региона Кюсю. С ним граничат город Китакюсю и посёлки Канда, Мияко, Тикудзё.

## Население
Население города составляет 70 724 человека (1 августа 2014), а плотность — 1012,80 чел./км². Изменение численности населения с 1980 по 2005 годы:
| 1980 | 61 838 чел. |  |
| 1985 | 65 527 чел. |  |
| 1990 | 65 711 чел. |  |
| 1995 | 67 833 чел. |  |
| 2000 | 69 737 чел. |  |
| 2005 | 70 070 чел. |  |

## Символика
Деревом города считается османтус, цветком — космея.